# Мировые рекорды на дистанции 200 метров в плавании баттерфляем у мужчин в 25-метровом бассейне
 Прогресс мировых рекордов на дистанции 200 метров баттерфляем у мужчин в 25-метровом бассейне. Первый мировой рекорд в плавании на дистанции 200 метров баттерфляем у мужчин в 25-метровом бассейне был зарегистрирован Международной Федерацией плавания ФИНА в 1992 году.
Обвал мировых рекордов в плавании в 2008/2009 совпал с введением полиуретановых костюмов от Speedo (LZR, 50% полиуретана) в 2008 году и Arena (X-Glide), Adidas (Hydrofoil) и итальянского производителя плавательных костюмов Jaked (все 100% полиуретана) в 2009 году. Запрет ФИНА на плавательный костюм из полиуретана вступил в силу в январе 2010 года.
Прогресс мировых рекордов на дистанции 200 метров баттерфляем  у мужчин в 25-метровом бассейне
| Номер | Время   | Имя              | Национальность | Дата            | Соревнование                     | Место                   | Прим. |
| ----- | ------- | ---------------- | -------------- | --------------- | -------------------------------- | ----------------------- | ----- |
| 1     | 1:54.67 | Франк Эспозито   | Франция        | 1 Февраля 1992  | Кубок мира по плаванию ФИНА      | Париж, Франция          | [ 2 ] |
| 2     | 1:54.58 | Дэньон Лоадер    | Новая Зеландия | 6 февраля 1993  | Кубок мира по плаванию Австралии | Париж, Франция          | [ 3 ] |
| 3     | 1:54.50 | Дэньон Лоадер    | Новая Зеландия | 9 февраля 1993  | Кубок мира по плаванию ФИНА      | Мальмо, Швеция          | [ 3 ] |
| 4     | 1:54.21 | Дэньон Лоадер    | Новая Зеландия | 7 Февраля 1997  | Кубок мира по плаванию ФИНА      | Гельзенкирхен, Германия | [ 3 ] |
| 5     | 1:53.05 | Франк Эспозито   | Франция        | 26 марта 1994   | Кубок мира по плаванию ФИНА      | Париж, Франция          | [ 2 ] |
| 6     | 51.07   | Денис Панкратов  | Россия         | 2 февраля 1997  | Кубок мира по плаванию ФИНА      | Гельзенкирхен, Германия | [ 4 ] |
| 7     | 1:51.76 | Джеймс Хикман    | Великобритания | 28 Марта 1998   | Кубок мира по плаванию ФИНА      | Париж, Франция          | [ 5 ] |
| 8     | 1:51.58 | Франк Эспозито   | Австралия      | 14 Января 2001  | Кубок мира по плаванию ФИНА      | Антиб, Франция          | [ 2 ] |
| 9     | 1:51.21 | Томас Руппрат    | Швеция         | 1 декабря 2001  | Кубок мира по плаванию ФИНА      | Росток, Германия        | [ 6 ] |
| 10    | 1:50.73 | Франк Эспозито   | Австралия      | 8 декабря 2002  | Кубок мира по плаванию ФИНА      | Антиб, Франция          | [ 2 ] |
| 12    | 1:50.60 | Николай Скворцов | Россия         | 13 декабря 2008 | Кубок мира по плаванию ФИНА      | Риека, Хорватия         | [ 7 ] |
| 12    | 1:50.53 | Николай Скворцов | Россия         | 15 февраля 2009 | Кубок мира по плаванию ФИНА      | Санкт-Петербург, Россия | [ 7 ] |
| 13    | 1:49.11 | Кайо де Алмейда  | Бразилия       | 10 ноября 2009  | Кубок мира по плаванию ФИНА      | Стокгольм, Швеция       | [ 8 ] |
| 14    | 1:49.04 | Чад Ле Кло       | ЮАР            | 7 августа 2013  | Кубок мира по плаванию ФИНА      | Эйндховен, Нидерланды   |       |
| 15    | 1:48.56 | Чад Ле Кло       | ЮАР            | 5 ноября 2013   | Кубок мира по плаванию ФИНА      | Сингапур, Сингапур      |       |
| 16    | 1:48.24 | Дайя Сето        | Япония         | 11 декабря 2018 | ЧМ                               | Ханчжоу, Китай          |       |
| 17    | 1.46,85 | Томору Хонда     | Япония         | 22 октября 2022 | Чемпионат Японии по плаванию     | Токио, Япония           |       |

Рекорды зафиксированные не финале: 1/2 — полуфинал, 1/4 — предварительные заплывы, э — эстафета.